# 사마라현

사마라현의 문장

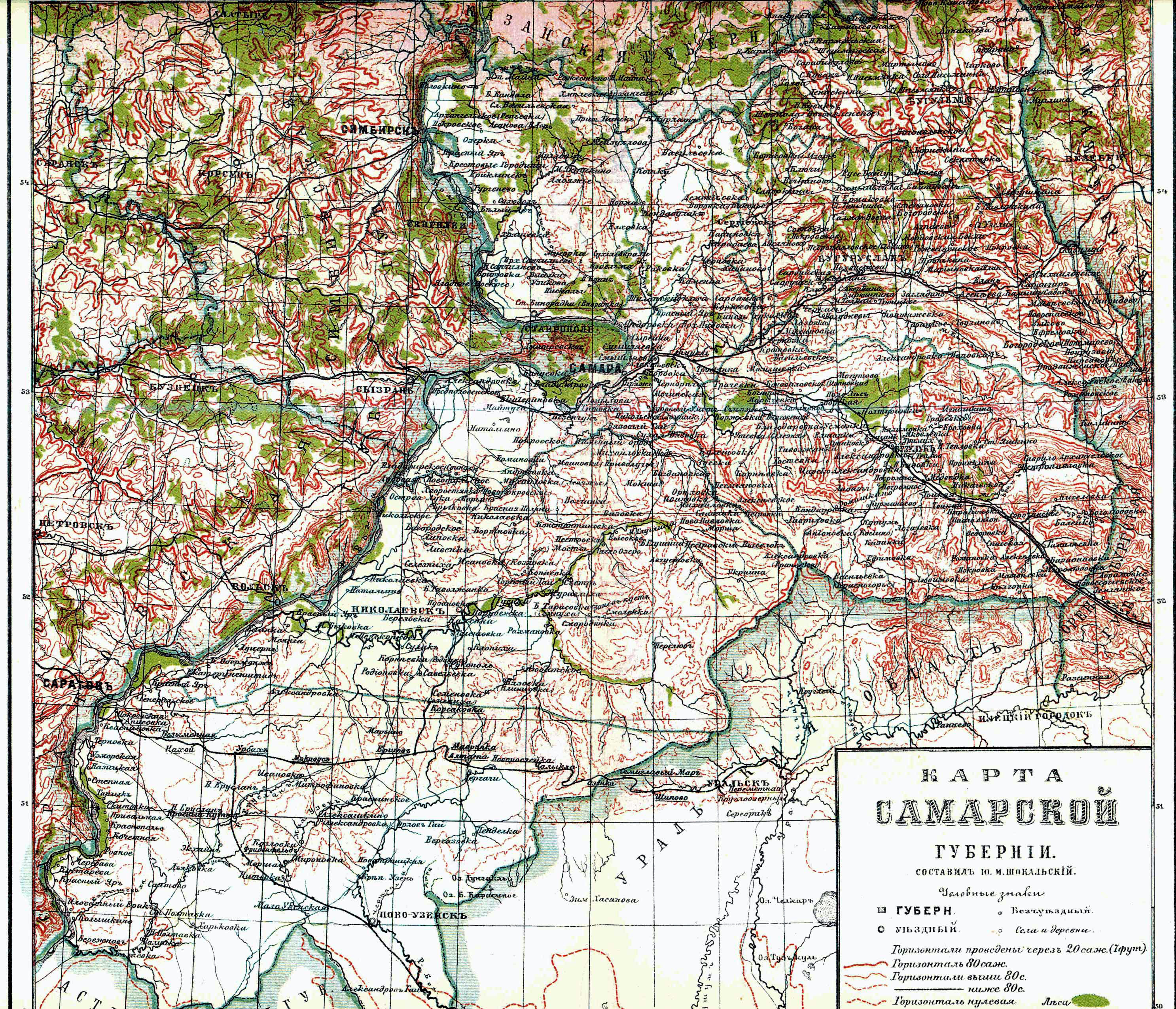
사마라현의 지도

사마라현(러시아어: Самарская губерния)은 1851년부터 1928년까지 존재했던 러시아 제국의 현으로 현도는 사마라이며 면적은 156,120km2, 인구는 2,763,478명(1897년 당시 기준)이다. 현재의 러시아 사마라주, 사라토프주 동부, 오렌부르크주 서부에 걸쳐 있었다.